# Дороті Лі Сеєрз
Дороті Лі Сеєрз (13 червня 1893 — 17 грудня 1957) – англійська письменниця, перекладачка і критикиня.

## Життєпис
Народилася в Оксфорді. Дитинство провела у сільській місцевості Східної Англії. Навчалася у Сомерсвільському коледжі Оксфорду, закінчивши його з відзнакою першого ступеню зі спеціалізацією у середньовічній французькій філології. Працювала копірайтером між 1922—1929 роках, поки не досягла успіху як письменниця. Її перший детективний роман «Чиє тіло?», був надрукований 1923. У наступні 16 років вона написала ще 10 детективів про детектив-аматора з вищого класу лорда Пітера Вімзі. 1930 року у романі «Сильна отрута» створила героїню Гарієт Вейн — авторку детективів, у яку Вімзі закохався, але вона відхиляла його пропозицію одруження ще 6 романів.
Сеєрз розвинула жанр детективу за рахунок розбудови характерів і психологічної мотивації і стала однією з чотирьох «королев злочину» Золотого часу детективної літертури 1920-30-х років, поруч з Агатою Крісті, Марджері Аллінгем і Найо Марш. Вона була однією із засовниць Детективного клубу і працювала з багатьма його членами над спільними романами та радіосеріалами.
Від середини 1930-х Сеєрз пише п'єси, переважно релігійної тематики, які ставлять у англійських соборах та транслюють по BBC. Від 1940х її головним заняттям був переклад трьох книжок Дантової «Божественної комедії», останню з яких вона не встигла завершити через несподівану смерть у віці 64 років.

### Дитинство та навчання
Народилася у родині директора соборної школи і капеланом у церкві одного з коледжів Оксфордського університету. Коли дочці було чотири, батько став настоятелем Блантішем-кум-Еріт в Східній Англії. Переїзд покращив фінансове становище родини, але відрізав від інтелектуального середовища, зокрема Дороті бракувало друзів.
Вона отримала домашню освіту: навчилася читати у 4 роки, поповнюючи свої знання з батькової бібліотеки. 1909 батьки відрядили її до школи-інтернату у Салісбарі. Біограф Сеєрз, Барбара Рейнольдз, пише, що цей час для Дороті став часом творчого розвитку: вона грає у виставах, деякі з яких пише сама, співає, грає на скрипці у шкільному оркестрі і заводить друзів. Втім, пізній прихід до школи завадили їй реалізуватися повноцінно.

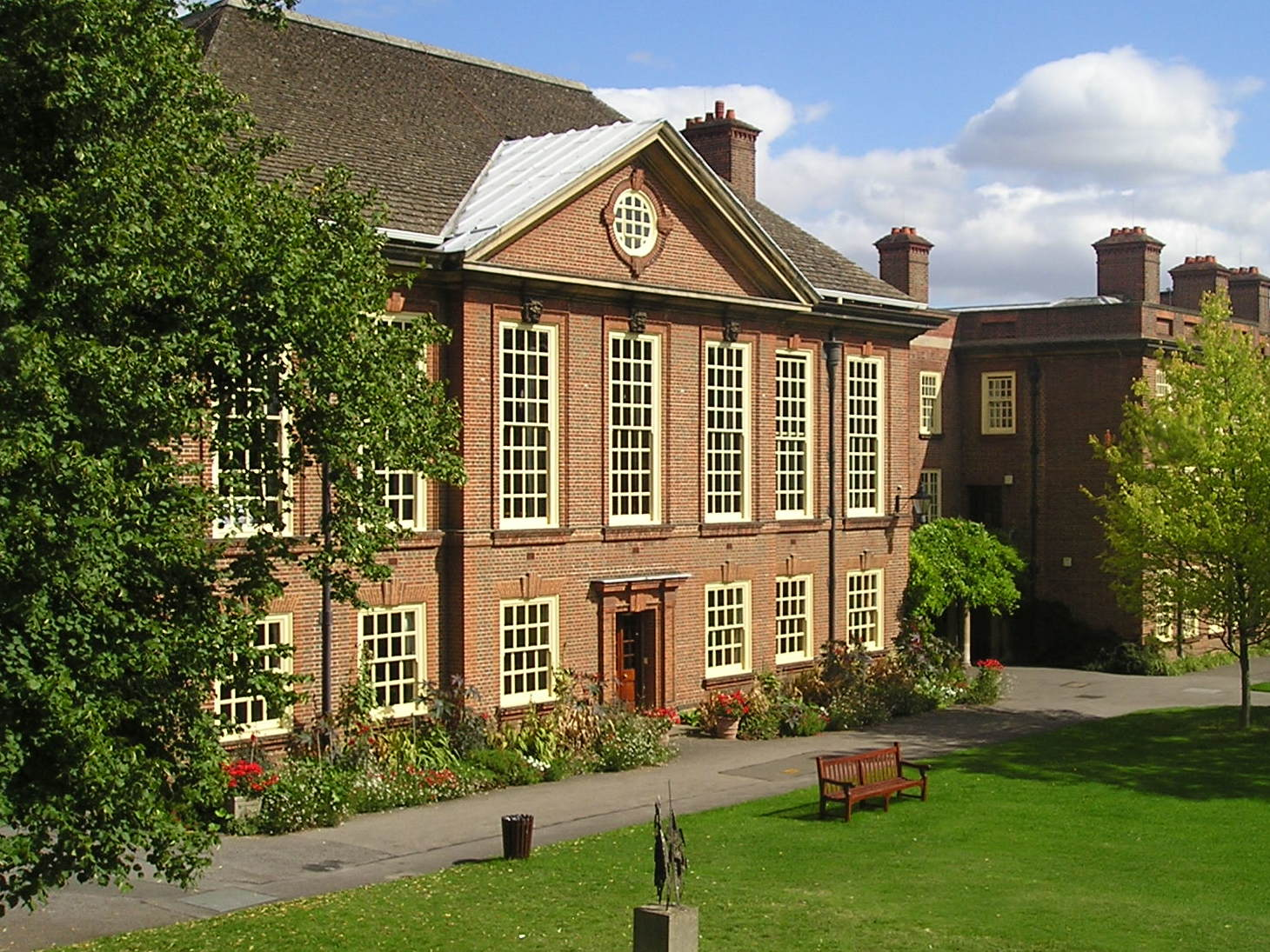
Сомерсвільський коледж

Під час спалаху кору 1911 Дороті ледь не померла, але одужавши надолужила навчання і в березні 1912 отримала стипендію Гілкрайста, метою якої було, зокрема, спонукати жінок навчатися в університеті. Дороті обрала вивчення мов у Сомерсвіль-коледжі Оксфорду, оскільки цей заклад готував студенток до видатних ролей у мистецтві та громадському житті. Коледж розвинув її схильність до наукового методу та критичного мислення, які слугували їй упродовж усього життя.
Разом з Амфіліс Міддлмор та Чаріс Урсулою Барнетт Сеєрз була співзасновницею «Товариства взаємного захоплення» — де студентки читали та критикували роботи одна одної. Дороті дала товариству таку назву зі словами, що «якщо ми не дамо собі таку назву, це зробить решта коледжу».
Навчання в Оксфорді стало також часом кількох захоплень, зокрема, капеланом Баліола, з зовнішності та манер якого вона згодом змалювала свого детектива лорда Пітера Вімзі.
Втім, вона старанно вчилася, була відмінницею і 1915 року отримала диплом з відзнакою першого ступеню з сучасної (насправді середньовічної) французької. Незважаючи на результати іспитів, вона не мала права отримати науковий ступінь, оскільки Оксфорд формально не надавав його жінкам. Коли університет змінив свої правила у 1920 році, Сеєрз була однією з перших, хто отримав офіційний ступінь.

### Початок творчості
Після закінчення Оксфорда, Сеєрз видала дві тонкі збірки поезії 1916 і 1918 р., але на життя заробляла, викладаючи французьку у середній школі для дівчат у Галлі. 1917 року вона отримала посаду у видавця та книгаря Бейліза Блеквелла в Оксфорді. Однак через два роки вона їде до Франції як асистентка вчителя англійської Еріка Велптона, у якого була закохана ще з Оксфорду. Ще через два роки вона повертається до Лондона, де також вчителює.
1922 Сеєрз влаштувалася копірайтером у найбільше рекламне агентство Британії, де працювала до 1929 і ініціювала успішні рекламні кампанії для стауту Гіннеса і гірчиці Колмана. Зокрема, вона була відповідальна за представлення тукана Гіннеса (став символом компанії на десятиліття), для якого писала віршовані слогани.
У вільний час Сеєрз присвячувала себе написанню художньої літератури. Детективні романи були популярними, і вона побачила можливість створювати прибуткові, доступні, але добре написані твори в цьому жанрі. Вона опанувала механіку ремесла, ретельно вивчаючи найкращі зразки. Її перший роман «Чиє тіло?», що вийшов 1923, про детектива-аматора лорда Пітера Вімзі отримав як критичні, так і прихильні відгуки. Але він продавався настільки добре, що видавець замовив продовження. Другий роман про Вімзі був опублікований 1926 і був поцінований краще.

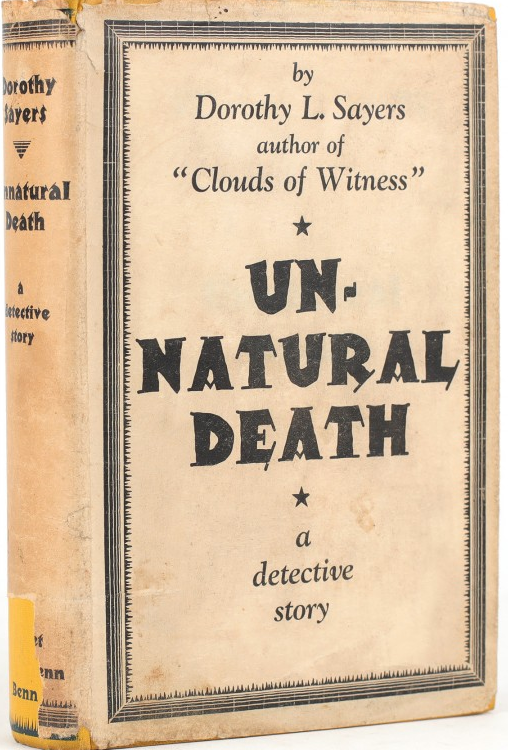
«Неприродна смерть», третій роман про Вімзі

1924 року після короткого роману з одруженим чоловіком Дороті народила сина Джона Ентоні, якого віддала на виховання, приховуючи своє материнство упродовж всього життя: син знав її спершу як «кузину Дороті», а згодом як названу матір.
1926 року Сеєрз вийшла заміж за розлученого капітана Освальда Артура (Мака) Флемінга, відомого журналіста. Її син отримав його прізвище, але не жив у родині. Наступного року письменниця видає роман: «Неприродна смерть», а 1928 — «Неприємність в клубі Беллона» та збірку «Лорд Пітер дивиться на тіло». Того ж року вона упорядкувала антологію детективної літератури.
У 1929 році, родина переїхала з Лондона до маленького ессекського містечка Вітем, де вони жили до кінця життя. Того ж року письменниця опублікувала «Трістан у Бретані», віршований та прозовий переклад поетичних фрагментів «Роману про Трістана» Томаса Британського, написаного у 12 столітті, зробивши поему доступною сучасною англійською мовою.

### 1930—1934
1930 Сеєрз стала членом-засновником Детективного клубу, головою якого став Г.К.Честертон. Вона розробила ритуал посвячення і присягу для нових членів. Очкільки клуб не брав членських внесків, гроші на потреби зібрань заробляли спільними радіочитаннями чи друком. Першою такою акцією була організована Сеєрз трансляція «За екраном» (1930), коли шість членів клубу читали свої 15 хвилинні епізоди кримінальних детективів на БіБіСі.
Цього ж року вона опублікувала роман «Документи у справі», стилізуючи текст у манері автора романів таємниць 19 століття Вілкі Коллінза, над біографією якого працювала. Однак результат не задовольнив авторку. У цьому романі Пітер Вімзі не з'являється, однак цього ж року вона видає роман «Сильна отрута», у якому Пітер зустрічає кохання — хибно звинувачену у вбивстві Гаррієт Вейн. Пітер доводить її невинуватість, однак героїня відхиляє його залицяння, не бажаючи дякувати у такий спосіб. Брабазон описує Гаррієт як альтер-его Сеєрз , вказуючи на спільні риси. Зокрема, у романі її описано як «цікаву і справді непересічну особу, хоча, можливо, і не зовсім вродливу, і тим цікавішу». Крім того, Гаррієт також авторка детективних романів, закінчила Оксфорд, мала позаду нещасливі стосунки тощо.
1931 року Сеєрз співпрацювала з колегами з Детективного клубу над серіалом для БіБіСі, книгою «Плавучий адмірал», редагувала другу збірку «Великі оповідання про детективи, таємниці та жахи» і написала «П'ять червоних оселедців». Гаррієт немає у цій книзі, але вона — серед головних у наступній книзі «З'їсти його тіло» (1932). Цей роман був дуже добре сприйнятий критикою: скажімо, рецензент «Таймс» написав, що фінальний поворот «справді вражаючий і геніальний»", а рецензент «Ліверпуль ехо» назвав Сеєрз «найвидатнішою з усіх авторів детективів».
У наступні роки письменниця написала ще 2 романи про Вімзі (без Гаррієт) «Вбивство потребує реклами» (1933) та «Дев'ять кравців» (1934), а також збірку оповідань «Свято ката». Вона відредагувала третій і останній том «Великих оповідань про детективи, таємниці та жахи» і почала писати рецензії на детективи для газети «Санді таймс».

### Останні романи та ранні релігійні твори, 1935—1939

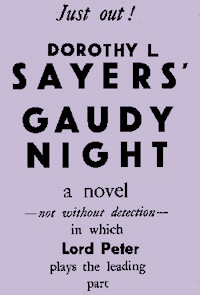
Обкладинка роману «Урочиста ніч»

У 1935 році Сеєрз опублікувала свій передостанній роман про Вімзі, «Урочиста ніч», дія якого відбувається в старому оксфордському коледжі Гаррієт Вейн. У коледжі чиняться неподобства, що кидають тінь на саму ідею жіночої освіти. Гаррієт просять про допомогу її колишні вчителі, але проживши у коледжі два триместри вона так і не посувається у справі, хоч і зібрала чимале досьє. На підставі нього Вімзі, що вчасно нагодився, виявляє зловмисницю і перешкоджає убивству. Наприкінці книги він вкотре освічується Гаррієт і нарешті отримує ствердну відповідь.
У травні в Оксфорді, а в червні в Лондоні Сейерс прочитала лекцію «Аристотель про детективну літературу», з гумором стверджуючи, що у своїй «Поетиці» Аристотель показує, що найбільше бажав хорошого детективу. Того ж року Сейерс працювала над сценарієм фільму, який мав називатися «Мовчазний пасажир», однак фільм був невдалим: за словами біографів, персонаж Вімзі «виглядав як член мафії».
Сеєрз прагла завершити історію Вімзі, який приніс їй достатньо грошей, щоб почувати себе впевнено у майбутньому. Але їй запропонували написати про нього п'єсу для театру і вона погодилася, залучивши співавтором Бірна. Вистава «Медовий місяць Басмана» успішно йшла у Театрі комедії понад рік, а за цей час Сеєрз переписала її у роман, який опублікувала 1937 року, завершивши романну історію Вімзі остаточно.
Театральний успіх Сеєрз не лишився непоміченим і їй запропонували написати драму для постановки у Кентерберійському соборі. Так з'явилася «Ревність твого дому» — інсценізація у верлібрі життя і творчості Вільяма Сенса, одного з архітекторів цього собору. Прем'єра відбулася 1937 року і мала успіх.
Наступного року письменниця повернулася до релігійної тематики з п'єсою «Той, хто має прийти» — радіо-вертепом, який транслювався на БіБіСі на Різдво, а 1939 року відбулася прем'єра ще однієї її п'єси «Диявол має заплатити». Того ж року вона опублікувала збірку оповідань «В зубах доказів», а 17 листопада 1939 розпочала серію статей для «Спектайтор» під назвою «Документи Вімзі», використовуючи свого популярного героя та його родину, щоб донести до читача свої роздуми про життя і політику у перші тижні Другої світової війни. Вона ще презентує комедію «Любити всіх», прем'єра якої відбулася у квітні 1940. Відгуки були доброзичливими, але в умовах війни п'єса не виглядала доречно.

### 1940і
Від 1940х і до кінця життя Сеєрз була перейнята перекладом «Божественної комедії» Данте Аліг'єрі. Вона почала його після того, як читала оригінал у бомбосховищі під час бомбардувань і відчула подібність між твором і станом світу під час війни. За її життя були опубліковані «Пекло» і «Чистилище», які були високо поціновані і читачами, і критиками. Переклад «Раю» вона встигла зробити на дві третини, тож його завершила Барбара Рейнольдс.

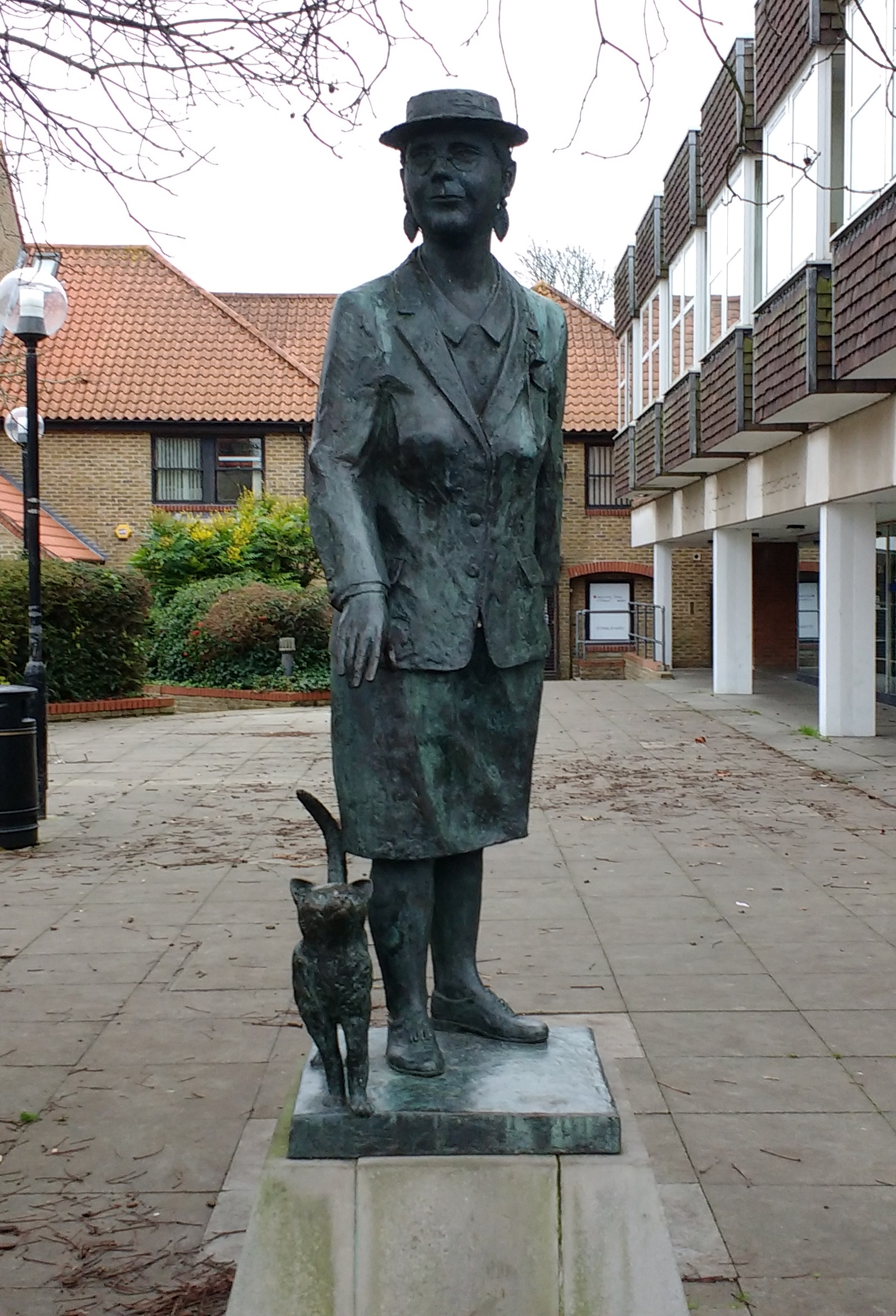
Пам'ятник Дороті Сеєрз

На початку 1940х вона також пише цикл з 12 радіоп'єс про життя Ісуса «Людина, народжена бути царем» (1941—1942), які транслювалися у дні війни, підтримуючи віру. Це була перша радіоп'єса, у якій роль Ісуса зіграв актор, що викликало обурення релігійних груп. У цей час вона також пише розлоге есе «Розум Творця», у якому сформулювала ідею, що творчість дає людству найкращу можливість зрозуміти, хоч і недосконало, природу Божого розуму. Крім цього, вона опублікувала два томи есеїв, збірку дитячих оповідань та релігійну п'єсу.

### 1950і
У 1950 році Сеєрз отримала почесний ступінь доктора літератури Даремського університету. Того ж року помер її чоловік Мак. Її останні роботи: п'єса «Імпереатор Костянтин», кримінальна фантастика «Ніяких квітів на замовлення», два томи статей про Данте (1954, 1957) і переклад з французької «Пісні про Роланда».
17 грудня 1957 року Сеєрз раптово померла від коронарного тромбозу у своєму будинку у Вітемі у віці 64 років. Її прах поховано біля підніжжя вежі церкви Святої Анни в Сохо.